# Iglesia de Nuestra Señora (Antigua)
La iglesia de Nuestra Señora, es un templo cristiano en el término municipal de Antigua (isla de Fuerteventura, Canarias, España). Es Bien de Interés Cultural desde 1990.

## Estructura
Es un templo de nave única con cubierta a tres aguas y presbiterio diferenciado cubierto a cuatro aguas, todas las cubiertas con tejas al exterior y madera hacia el interior.
Tiene dos vanos luz en la capilla mayor y cuatro en la nave. En el exterior sobresalen dos contrafuertes a la altura de la unión entre la nave y el presbiterio, y la torre campanario de planta cuadrada, rematada por un conjunto cilíndrico cerrado por una bóveda, situada al pie del templo, adosada al lado derecho.

## Historia
La edificación se construyó a lo largo de los siglos XVI al XIX realizándose en el transcurso de ese tiempo varias ampliaciones y remodelaciones de una primitiva ermita, hasta llegar a la configuración actual de la iglesia.